# M-209

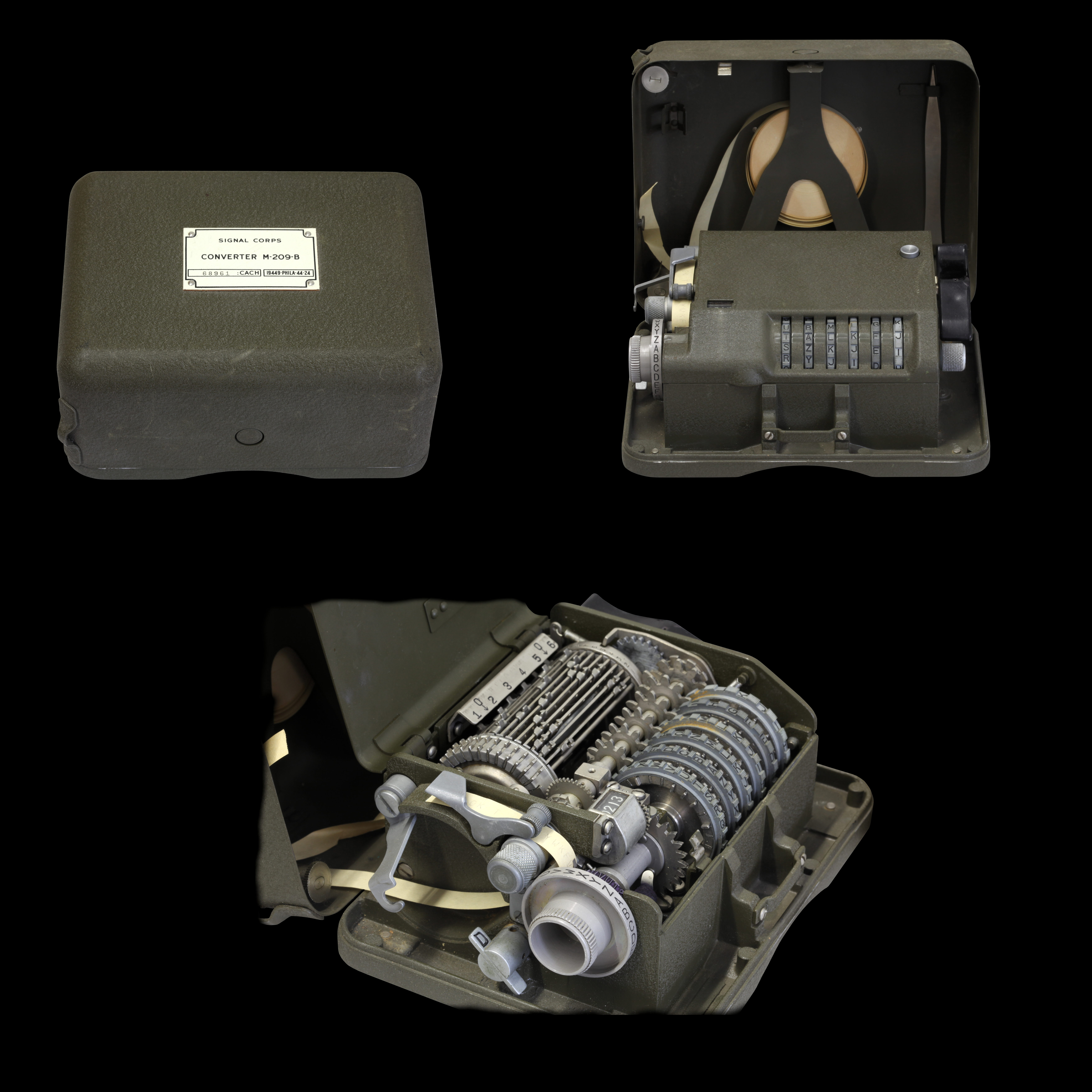
Une M-209

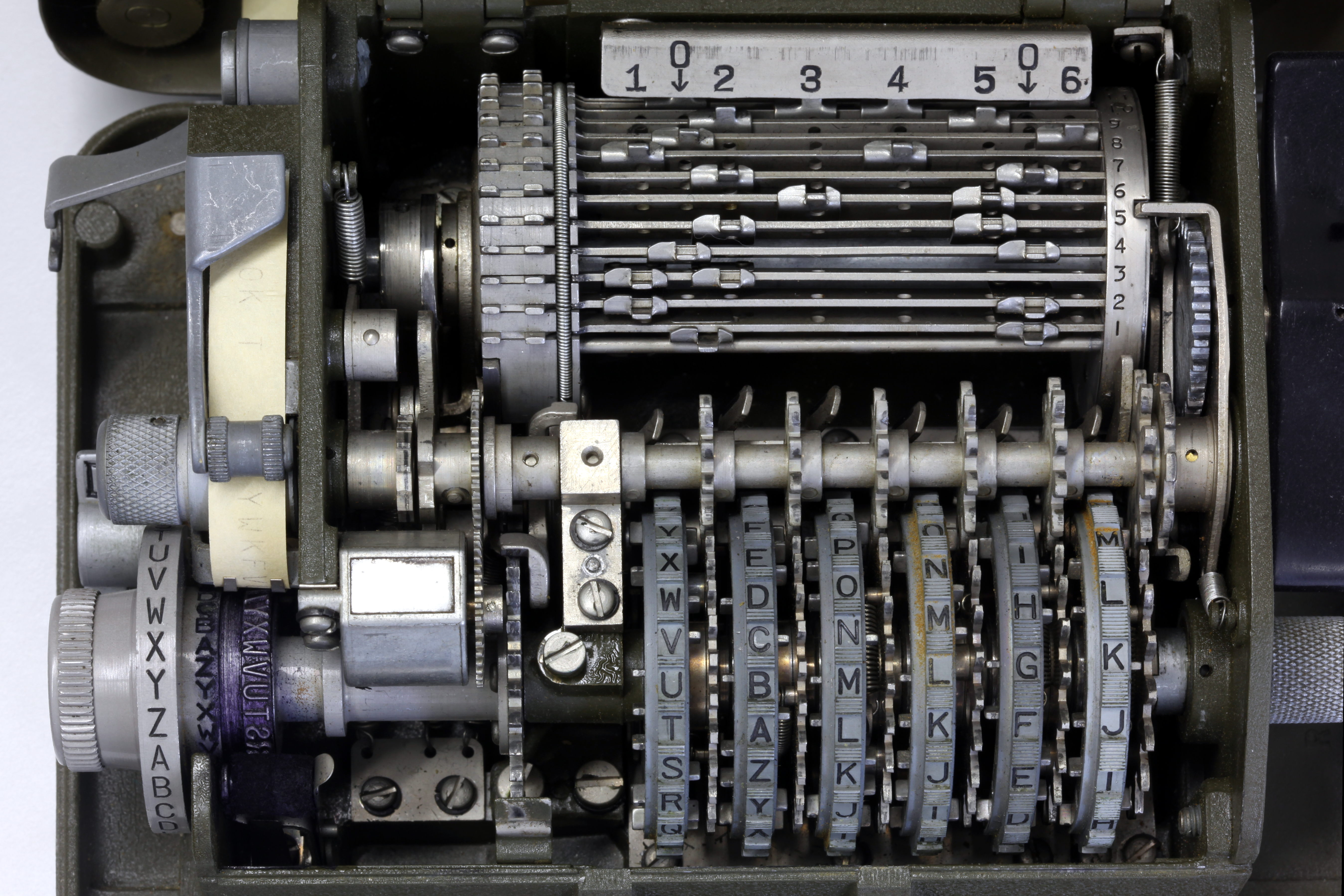
Une M-209, vue de près.

La M-209, ou CSP-1500 (et C-38 par le constructeur), est une machine à chiffrer conçue pendant la Seconde Guerre mondiale et utilisée par les États-Unis pour un usage tactique lors de cette guerre.
Pendant l'été 1939, l'inventeur suédois Boris Hagelin part promouvoir ses machines à chiffrer aux États-Unis. Le modèle qu'il propose à l'armée ne satisfait pas complètement mais les Américains sont toutefois intéressés par cette machine portable, purement mécanique, pouvant chiffrer ou déchiffrer un message selon le mode d'opération choisi et en imprimer le résultat sur des bandelettes de papier.
Hagelin tente de nouveau sa chance en 1940, avec une machine améliorée notamment selon les exigences de Friedman, qu'il parvient à transporter dans des circonstances rocambolesques depuis le dernier départ d'Italie vers les États-Unis.[réf. nécessaire]
Après une série de tests, la machine est enfin acceptée et connaîtra un succès retentissant. 
L'US Army appellera cette machine M-209, la Navy la désignera sous la dénomination CSP-1500. Elle sera construite par l'entreprise Corona à New York, à plus de 150 000 unités.
La M-209 sera également utilisée par la France, pendant la guerre d'Algérie.[réf. nécessaire]